# Studebaker XUV
Studebaker XUV (auch Avanti XUV) wurde der von der Avanti Motor Corporation in den Jahren 2003 und 2004 präsentierte Prototyp eines Sport Utility Vehicle genannt. Das Akronym XUV soll für Xtreme Utility Vehicle stehen. Eine Pick-up-Version wurde als Studebaker XUT präsentiert.

## Geschichte
Das Modell wurde erstmals auf der Chicago Auto Show 2003 präsentiert. Es trug die Markenbezeichnung Studebaker, wurde in den Medien aber auch als Avanti bezeichnet. Wegen seiner frappierenden Ähnlichkeit mit dem Hummer H2 wurde von General Motors Klage erhoben, die nach einigen optischen Änderungen am Modell außergerichtlich beigelegt wurde. Auf der Chicago Auto Show 2004 wurde das Modell mit einigen optischen Änderungen (und einer veränderten Länge von 5474 mm) nochmals präsentiert. 
Der Basispreis wurde mit 75.000 US-Dollar veranschlagt, die jährliche Produktion im Werk in Villa Roca (Georgia) sollte 1000 Stück umfassen.
Zu einer Serienproduktion kam es jedoch nicht.

## Technik
Der XUV basierte auf dem Ford Super Duty des Modelljahrs 2003/04. Als Motorisierung waren ein V10-Motor mit 6,8 Liter Hubraum und 310 PS von Ford oder ein V8-Dieselmotor mit 6,0 l Hubraum und 325 PS des gleichen Herstellers anvisiert. Ebenso wurde eine aufgeladene Version des V10-Motors mit 425 PS erörtert. Für die Kraftübertragung war ein 5-Gang-Automatikgetriebe vorgesehen.
Bei einem Radstand von 340,4 cm war der XUV (bei der ersten Präsentation) 548,6 cm lang, 203,2 cm breit und 203,2 cm hoch.  Das Leergewicht betrug rund 2700 kg und die Bodenfreiheit 30,5 cm. Zu den Besonderheiten der Prototypen gehörten elektrisch betriebene Schiebetüren hinten und ein herausnehmbares hinteres Dach wie beim Studebaker Wagonaire.